# Jacques-Raoul Tournouër
Pour les articles homonymes, voir Tournouër.
Jacques Raoul Tournouër, né le 10 août 1822 à Paris et mort le 28 mai 1882 à Paris, est un géologue et paléontologue français dans le XIXe siècle, président de la Société géologique de France.

## Biographie
Né à Paris en 10 août 1822, il est le fils du député conservateur de la Côte-d'Or, Jacques-Simon Tournouër, devenu conseiller d’État.

### De l’avocat à l’artiste
Jacques-Raoul Tournouër exerça de multiples professions :  auditeur au Conseil d’État l’an 1846, avocat jusqu’au coup d'État du 2 décembre 1851, il devint par la suite artiste. Il épouse Cécile Marie Panckoucke, en 1856.

### L’homme de sciences
En 1857, il est mentionné dans le Livre d’honneur des élèves de l’Université comme ayant été élève du collège royal Saint-Louis entre 1832 et 1837. En 1859, il commence ses recherches de fossiles et à partir des années 1860, il fait une rencontre essentielle, en la personne de Gaston de Saporta avec qui il commence à étudier la flore du tertiaire et les plantes fossiles, particulièrement en Provence et dans le Vaucluse. Cette collaboration scientifique fera l’objet d’une correspondance nombreuse entre 1864 et 1876, conservée aujourd’hui dans les "Archives Gaston de Saporta" consultables en ligne sur e-corpus.org. En 1861, il se fixe à Bordeaux chez sa belle-mère, madame Panckoucke devenue baronne Morande-Forgeot et il entre à la Société géologique de France. Il voyage aussi en Europe et en Amérique du Sud et à partir des années 1870, il devient un des éminents soutiens des théories transformistes, sur base des études des enchaînements fossiles servant la cause évolutionniste.
Il se rapproche de Albert Gaudry et accentue ses travaux scientifiques avec l’appui de Paul Henri Fischer et de son cousin Albert Moreau, constituant ainsi une riche collection de fossiles de l’ère tertiaire.
Au cours de ses expéditions d’études, il identifie de nombreux mollusques marins (par exemple, Hexaplex austriacus), et il produit de nombreuses communications scientifiques ou publications et il participe au Congrès de Paris de 1878 pour l’avancement des sciences.
Il se lie également d’amitié avec Édouard Lartet et Philippe Thomas avec qui il étudie la formation d’eau douce en Algérie avec la découverte d’une grosse Hélice à surface inférieure très bombée.
Il commande un cabinet de minéralogie à Charles Rohault de Fleury, son ami et parent, cousin des Bochet et Marcotte et de ses nombreux membres influents.
Jacques-Raoul Tournouër est mort le 28 mai 1882, à Paris, âgé de 59 ans, probablement des suites de la maladie du charbon. Son nom est associé au sous-genre Smendovia.

## Famille

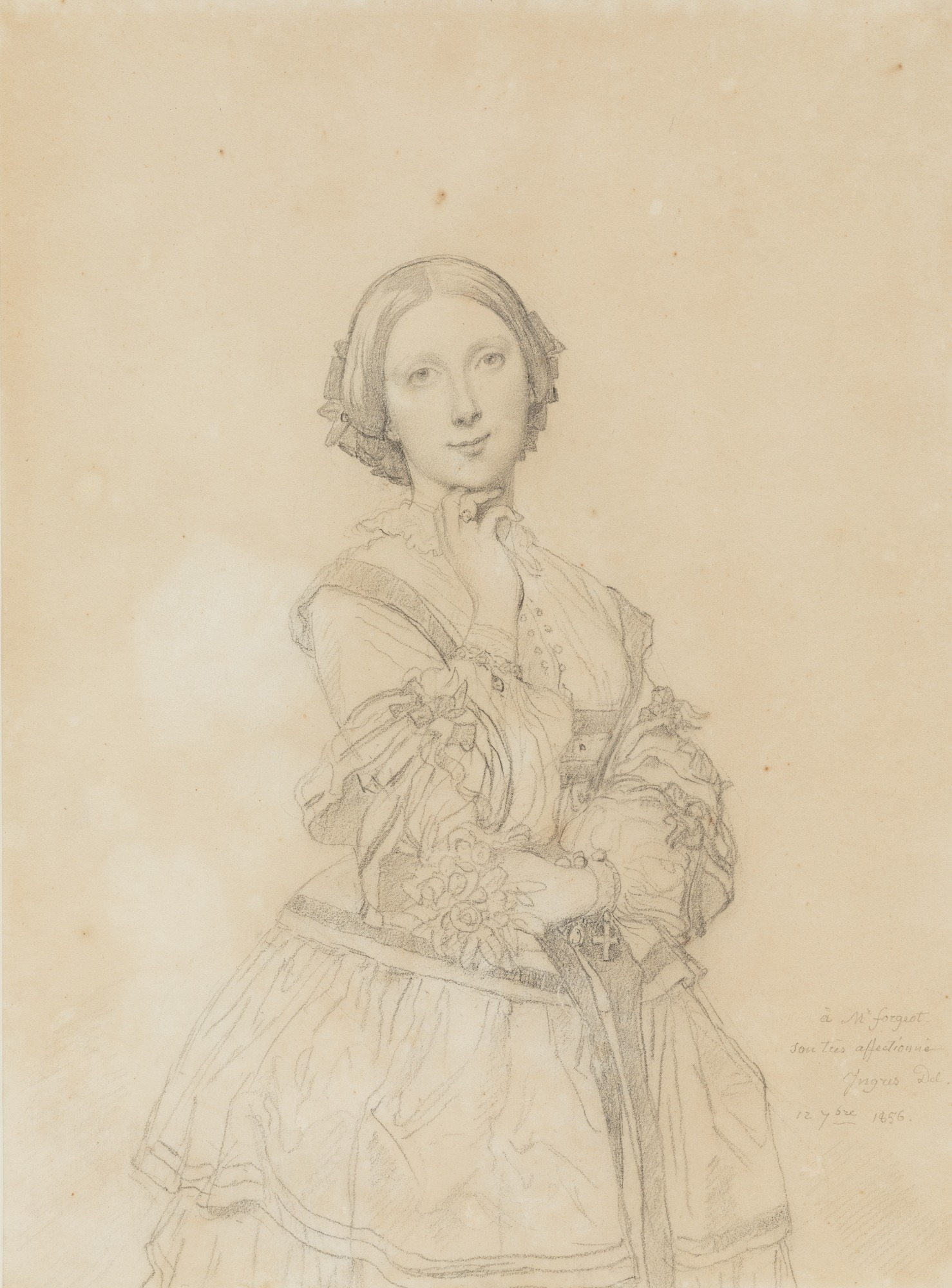
Mlle. Cécile-Marie Panckoucke, future Mme. Jacques-Raoul Tournouër (1856)

Son épouse, Cécile Marie Panckoucke, petite-fille de Philippe Marcotte de Quivières - collectionneur de renom - et de Cécile Bochet, était la nièce du peintre Jean-Auguste-Dominique Ingres à qui l’on avait commandé la réalisation du portrait à la mine de plomb de la nouvelle madame Tournouër en mariée. Ce portrait resta dans la famille du modèle jusqu’en 1956 avant d'être acheté par le Detroit Institute of Arts ; son fils Maurice, devenu officier de cavalerie et marié à Cécile Laffitte, nièce du banquier Jacques Laffitte ; son fils Georges, peintre et dessinateur, mort de tuberculose à 23 ans ; sa fille Suzanne, épouse de l’aquafortiste et sculpteur Maurice Bastide du Lude. Propriétaire d’un hôtel particulier au 43 rue de Lille à Paris, d’un château à Saint-Jean-de-Losne et d’une demeure à Ver-sur-Launette dans l’Oise, ses héritiers ont subi de lourdes pertes avec l’Emprunt russe et durent vendre ce patrimoine immobilier où le géologue avait conservé ses collections et ses ouvrages scientifiques.
Son cercle familial sera un appui pour sa carrière, se retrouvant cousin et parent de nombre personnalités de la seconde moitié du XIXe siècle : Hubert Rohault de Fleury, Cécile Bochet, Edme Bochet, Charles Marcotte d'Argenteuil, Alexandre Legentil, Charles Legentil, Charles Rohault de Fleury, Augustin Marcotte de Quivières, Delphine Ramel, Jean-Auguste-Dominique Ingres, Jean-Louis Lacroix, les Panckoucke, les Dalloz, Alfred Mame, les Jacquin de Margerie, etc.
Son fils cadet, André Tournouër, né en 1871, mort en 1929, paléontologue méconnu, d’abord formé par son père, est devenu plus tard géologue et cryptozoologue ; on lui doit quelques découvertes importantes en Terre de Feu, fruit de ses 5 expéditions en Patagonie ; on a de lui, entre autres, quelques Recherches paléontologiques en Patagonie, publiées en 1903 dans les comptes rendus hebdomadaires des séances de l'Académie des sciences. Proche collaborateur de Albert Gaudry, il avait obtenu en 1902 un prix de cette académie, et épousé Isabelle Latham, membre de la dynastie industrielle havraise propriétaire du château de Maillebois.

## Publications
- Note sur quelques fossiles recueillis dans la craie de Rochefort (Landes), Raoul Tournouër, Bordeaux, Société linnéenne de Bordeaux, 1861, pages 199-201[7]  ;
- Note stratigraphique et paléontologique sur les faluns du département de la Gironde, Raoul Tournouër, imprimerie L. Martinet, 1862, [présentation en ligne], 54 pages, [Réédition chez le même, 1863, [présentation en ligne] ] ;
- Sur quelques affleurements des marnes nummulitiques de Bos-d’Arros dans la vallée du Gave de Pau,  Raoul Tournouër, Bordeaux, chez Coderc, Degréteau et Poujol, 1865, [présentation en ligne], 11 pages, [lu en séance de la Société linnéenne de Bordeaux, le 16 décembre 1863 ] ;
- Sur les lambeaux de terrain tertiaire des environs de Rennes et de Dinan, en Bretagne, et particulièrement sur la présence de l’étage des sables de Fontainebleau aux environs de Rennes, Raoul Tournouër, imprimerie de E. Blot, 1868,  [présentation en ligne] ;
- Études sur les terrains tertiaires du Sud-Ouest de la France : Recensement des échinodermes du calcaire à Astéries (étage tongrien d’Orb.), Raoul Tournouër, Bordeaux, chez Coderc, Degréteau et Poujol, [présentation en ligne], 46 pages ;
- Sur l’âge géologique des mollasses de l’Agenais à propos de la découverte de nouveaux débris d’Elotherium magnum et de divers autres mammifères dans les terrains tertiaires d’eau douce du département de Lot-et-Garonne, Raoul Tournouër, Paris, 1869, [présentation en ligne], 41 pages ; Réédition impr. de E. Blot, 1870, [présentation en ligne] ;
- Sur des nummulites et une nouvelle espèce d'échinides trouvées dans le miocène inférieur ou oligocène moyen des environs de Paris, Raoul Tournouër, Paris, imprimerie de E. Blot, 1870, [présentation en ligne] ;
- Descriptions et figures de fossiles nummulitiques nouveaux ou peu connus, Raoul Tournouër, 1873, [présentation en ligne], 7 pages ;
- Raoul Tournouër, Sur les fossiles miocènes de Cabrières d’Aigues et du Mont Léberon (département du Vaucluse), BSGF, 1873-1874, 2e série, t. 2, p. 128-133. Alphonse Trémeau de Rochebrune, « Formation de races nouvelles » [8] ;
- Raoul Tournouër, Note sur les terrains miocènes des environs de Sos et de Gabarret (départements de Lot-et-Garonne et des Landes), Bordeaux, imprimerie Ve Cadoret, 1874, [présentation en ligne], 51 pages, [fait partie des : "Actes de la Société linnéenne de Bordeaux", t. 29, 1874] ;
- Étude sur quelques espèces de Murex fossiles du falun de Pont-Levoy en Touraine, Raoul Tournouër, Journal de Conchyliologie 23, 1875, p. 144-167, 242[9] ;
- Raoul Tournouër, Sur la molace miocène de Forcalquier (Basses Alpes), publiée dans une « Étude paléontologique », Bulletin de la société géologique de France, 3e série, t. 7, 1878-1879, [présentation en ligne], p. 237-245[10] ;
- Étude sur les fossiles de l’étage tongrien (d’Orbigny) des environs de Rennes en Bretagne, Raoul Tournouër, Paris, Bulletin de la société géologique de France, nº 7, 1879, p. 464-484[9] ;
- Disgnoses molluscorum fossium : [Ostrea sellei ; Voluta miocenica], Raoul Tournouër et Paul Fischer, journal de conchyliologie, 27, 1879, p. 50[9] ;
- Raoul Tournouër, Sur une nouvelle espèce de coquille de marnes de Gaas (étage tongrien) voisine des Tridacna, Bulletin de la société géologique de France, 3e série, t. 10, 1881-1882, p. 221-228[11]

Il a par ailleurs collaboré aux ouvrages suivants :
- Paléontologie des terrains tertiaires de l’Île de Rhodes, Paul Fischer, Gustave Cotteau, Manzoni, Raoul Tournouër, ed. Société géologique de France et F. Savy. Paris, 1877, [présentation en ligne], 74 pages ; [publié dans la collection des Mémoires de la Société géologique de France, 3e série, t. 1] ;
- Animaux fossiles du Mont Léberon (Vaucluse) : Étude sur les vertébrés par Albert Gaudry. Étude sur les invertébrés, par Paul Fischer et Raoul Tournouër, chez F. Savy, 1873, [lire en ligne], 180 pages ;